# Niclas Wallin
Niclas Wallin (* 20. Februar 1975 in Boden) ist ein ehemaliger schwedischer Eishockeyspieler, der im Verlauf seiner aktiven Karriere zwischen 1994 und 2012 unter anderem 707 Spiele für die Carolina Hurricanes und San Jose Sharks in der National Hockey League sowie 293 weitere für Luleå HF und Brynäs IF in der schwedischen Elitserien auf der Position des Verteidigers bestritten hat. Seinen größten Karriereerfolg feierte Wallin in Diensten der Carolina Hurricanes mit dem Gewinn des Stanley Cup im Jahr 2006.

## Karriere
Wallin durchlief während seiner Juniorenzeit die Nachwuchsabteilung des Eishockeyteams seiner Geburtsstadt. Im Alter von 19 Jahren gab der junge Verteidiger in der Saison 1994/95 sein Debüt in der Seniorenmannschaft des Bodens IK, die zu diesem Zeitpunkt der zweitklassigen Allsvenskan angehörte. Parallel lief er sowohl in dieser als auch in der folgenden Spielzeit auch noch in der Juniorenklasse auf. Im Sommer 1996 wurde Wallin vom Elitserien-Klub Brynäs IF aus Gävle verpflichtet, für den er die folgenden vier Jahre spielte. In der Saison 1998/99 gewann er mit dem Team den schwedischen Meistertitel, wodurch der Abwehrspieler in der folgenden Saison mit der Mannschaft an der European Hockey League teilnahm. Zudem stellte er mit 16 Scorerpunkten im Verlauf der nationalen Meisterschaft eine neue persönliche Bestmarke auf.
Die beständigen Leistungen des defensiv ausgerichteten, schwedischen Verteidigers machten auch die Scouts der Franchises der nordamerikanischen National Hockey League auf ihn aufmerksam. Daher wurde er in der vierten Runde des NHL Entry Draft 2000 als insgesamt 97. Spieler von den Carolina Hurricanes ausgewählt. Diese nahmen ihn noch vor Beginn des Spieljahres 2000/01 unter Vertrag und holten ihn nach Nordamerika. Dort setzten sie Wallin in seiner ersten Saison sowohl im NHL-Kader als auch in ihrem Farmteam, den Cincinnati Cyclones aus der International Hockey League, ein. Ab der Saison 2001/02 gehörte der Schwede schließlich zum Stammkader der Hurricanes, mit denen er in der gleichen Spielzeit die Finalserie um den Stanley Cup erreichte, wo das Team allerdings den Detroit Red Wings in fünf Spielen unterlag. Die beiden folgenden Jahre waren für das Team aus dem Bundesstaat North Carolina von wenig Erfolg geprägt, da die Playoffs jeweils verpasst wurden. Wallin konnte allerdings seine Position in der Defensive festigen und auch in der Offensive jeweils neue persönliche NHL-Bestmarken aufstellen.
Da die NHL-Saison 2004/05 einem Lockout zum Opfer fiel, kehrte der Abwehrspieler zur Überbrückung in sein Heimatland zurück. Dort verbrachte er die Spielzeit bei Luleå HF in der Elitserien, ehe er zur Spielzeit 2005/06 wieder zu den Carolina Hurricanes wechselte. Nachdem sich das Franchise erstmals seit 2002 wieder für die Playoffs qualifiziert hatte, gewann es am Saisonende in einer umkämpften, sieben Spiele andauernden Finalserie gegen die Edmonton Oilers den prestigeträchtigen Stanley Cup. Wallin erhielt im Verlauf der Playoffs den Spitznamen „The Secret Weapon“, da seine bis dato drei erzielten Playoff-Tore allesamt in der Overtime gefallen und somit spielentscheidend gewesen waren. Nach dem Triumph dauerte es abermals wieder drei Jahre bis dem Team die nächste Playoff-Teilnahme gelang. In der Saison 2009/10 erfolgte aber erneut ein sportlicher Rückschritt, als sich die Hurricanes nach zwei Saisondritteln auf einem der letzten Plätze in der Tabelle wiederfanden. Als Folge trennte sich das Management nach langem Überlegen von dem Schweden. Am 7. Februar 2010 gaben sie ihn zusammen mit einem Fünftrunden-Draftpick im Tausch gegen einen Draftprick für die zweite Runde des NHL Entry Draft 2010 an die San Jose Sharks ab und läuteten damit den Neuaufbau ein. Zuvor hatte Wallin eine Klausel aus seinem auslaufenden Vertrag streichen lassen, die einen Transfer zu einem anderen Klub untersagte. Bei den San Jose Sharks, einem der Anwärter auf den Stanley Cup, sollte Wallin die Defensive mit seiner Erfahrung stabilisieren. Die Kalifornier scheiterten jedoch in den Conference Finals an den Vancouver Canucks und verpassten den anvisierten erstmaligen Einzug in die Finalspiele um den Stanley Cup. Im Juni 2011 wurde der Verteidiger von Luleå HF mit einem Kontrakt für die Saison 2011/12 in der Elitserien ausgestattet und agierte in der Folge als Kapitän seines Teams. Die komplette Spielzeit 2012/13 verpasste er aufgrund einer Verletzung, bevor er im März 2013 seine Karriere beendete.

### International
Auf internationaler Ebene vertrat Wallin sein Heimatland bei der U18-Junioren-Europameisterschaft 1996 im russischen Ufa und zwei Jahre später bei der Junioren-Weltmeisterschaft 1998 in Finnland. Während er bei der Europameisterschaft die Bronzemedaille gewann und in fünf Turnierspielen zwei Torvorlagen beisteuerte, blieb der Erfolg bei der Junioren-Weltmeisterschaft aus. Dennoch konnte der Schwede mit der persönlichen Ausbeute von drei Toren und einer Vorlage in sieben Spielen glänzen.
Danach dauerte es zehn Jahre bis Wallin erneut in die schwedische Nationalmannschaft berufen wurde. Bei der Weltmeisterschaft 2008 in Kanada absolvierte er sieben Spiele für die Tre Kronor und steuerte zwei Tore sowie zwei Vorlagen bei. Nach Niederlagen gegen Gastgeber Kanada im Halbfinale und Finnland im Spiel um den dritten Platz, verpasste das Team den angepeilten Medaillengewinn knapp.

## Erfolge und Auszeichnungen
- 1996 Bronzemedaille bei der U18-Junioren-Europameisterschaft
- 1999 Schwedischer Meister mit Brynäs IF
- 2006 Stanley-Cup-Gewinn mit den Carolina Hurricanes

## Karrierestatistik

### International
Vertrat Schweden bei:
- U18-Junioren-Europameisterschaft 1996
- U20-Junioren-Weltmeisterschaft 1998
- Weltmeisterschaft 2008

(Legende zur Spielerstatistik: Sp oder GP = absolvierte Spiele; T oder G = erzielte Tore; V oder A = erzielte Assists; Pkt oder Pts = erzielte Scorerpunkte; SM oder PIM = erhaltene Strafminuten; +/− = Plus/Minus-Bilanz; PP = erzielte Überzahltore; SH = erzielte Unterzahltore; GW = erzielte Siegtore; 1 Play-downs/Relegation; Kursiv: Statistik nicht vollständig)